# Pellizzano
Pellizzano és un municipi italià, dins de la província de Trento. L'any 2007 tenia 777 habitants. Limita amb els municipis de Mezzana, Ossana, Peio, Pinzolo, Rabbi i Vermiglio

## Administració
| Període | Identitat           | Partit        |
| ------- | ------------------- | ------------- |
| 2005-   | Michele Bontempelli | Llista cívica |